# Otto Jindra
Otto Jindra, avstro-ogrski častnik, vojaški pilot in letalski as, * 18. marec 1896, Chlumetz, Bohemija, † 1932, Češkoslovaška.
Stotnik Jindra je v svoji vojaški službi dosegel 9 zračnih zmag.

## Življenjepis
Med prvo svetovno vojno je bil pripadnik Flik 1.